# Pilgerodendron uviferum
Pilgerodendron uviferum là một loài thực vật hạt trần trong họ Cupressaceae. Loài này được D.Don Florin mô tả khoa học đầu tiên năm 1930.